# Pelourinho de Soajo
O Pelourinho de Soajo localiza-se no Largo do Eiró, na freguesia do Soajo, vila e município de Arcos de Valdevez, distrito de Viana do Castelo, em Portugal.

## História
A data da sua edificação é incerta, embora o "Foral Novo" concedido à vila por Manuel I de Portugal em 1514 possa apontar para a sua construção. De acordo com António Martinho Baptista, supõe-se que seja do século XVII, embora não haja fundamento em documentação que o sustente. A sua cronologia tardia é atribuída à ausência de vestígios de guarnições de ferros.
Encontra-se classificado como Monumento Nacional por Decreto de 16 de junho de 1910.
Em março de 1980, uma junta de bois atrelada a um carro, desgovernada, embateu no pelourinho partindo-o em três partes, sendo posteriormente restaurado.

## Características
Apresenta-se com um simples esteio ao alto, muito próximo do habitual "tronco" do século XIII. Sobre uma base em três degraus, assenta uma coluna ovalada, sem base nem capitel, de aspecto sóbrio, tendo como única decoração uma carranca humana sorridente no fuste junto ao topo, rematado por uma laje triangular.

## Simbolismo
Há uma tradição local que atribui ao triângulo a representação do pão a esfriar na ponta de uma lança. Mas a carranca também pode remeter para um chapéu tricorne. Embora a população local tenha perdido há muito o primitivo significado da gramática figurativa do seu pelourinho, atualmente associa-a ao rodo, instrumento agrícola utilizado para nivelar o milho novo nas eiras. É curioso que o lugar onde se ergue o pelourinho se chame Largo de Eiró, que nesta região do norte e nordeste significa o maior largo da aldeia, uma ampla eira. Ora, o rodo tem numa extremidade uma parte triangular em madeira e, na sua função de nivelamento do cereal na eira, pode comparar-se à de nivelamento do pelourinho, antigo símbolo da jurisdição concelhia, simbolizando o conceito de que a justiça é igual para todos. Outra possível explicação sustenta que, no reinado de Dinis I de Portugal, os monteiros se terão queixado dos abusos dos fidalgos, pelo que o monarca terá dado ordem para que estes não se demorassem na vila mais do que "o tempo de esfriar um pão na ponta de uma lança".